# سام غريفيثز
سام غريفيثز (بالإنجليزية: Sam Griffiths)‏ هو فارس أسترالي، ولد في 27 مايو 1972 في ملبورن في أستراليا.

## وصلات خارجية
- سام غريفيثز على موقع الاتحاد الدولي للفروسية (الإنجليزية)
- سام غريفيثز على موقع FEI (رابط بديل) (الإنجليزية)
- سام غريفيثز على موقع أوليمبيديا (الإنجليزية)
- سام غريفيثز على موقع اللجنة الأولمبية الأسترالية (الإنجليزية)